# Mirotice
Mirotice (en allemand : Mirotitz) est une ville du district de Písek, dans la région de Bohême-du-Sud, en République tchèque. Sa population s'élevait à 1 246 habitants en 2024.

## Géographie
Mirotice se trouve à 17 km au nord-ouest de Písek, à 60 km au nord-ouest de České Budějovice et à 78 km au sud-sud-ouest de Prague.
La commune est limitée par Myštice, Boudy et Rakovice au nord, par Smetanova Lhota et Cerhonice à l'est, par Předotice et par Sedlice au sud, et par Lom à l'ouest.

## Histoire
La première mention écrite de la localité date de 1347.

## Administration
La commune se compose de sept sections :
- Bořice
- Jarotice
- Lučkovice
- Mirotice (comprend le hameau de Rakovické Chalupy)
- Radobytce (comprend le hameau de Obora u Radobytec)
- Stráž
- Strážovice

## Transports
Par la route, Mirotice se trouve à 15 km de Blatná, à 19 km de Písek, à 69,5 km de České Budějovice et à 112 km de Prague.